# Maestro dell'Altare di Schöppingen
Il Maestro dell'Altare di Schöppingen (fl. XV secolo) è stato un pittore anonimo tedesco attivo a Münster tra il 1445 e il 1470.
L'anonimo artista tedesco, formatosi nei Paesi Bassi, dove subì l'influenza sia di Robert Campin (noto anche come Maestro di Flémalle) sia di Rogier van der Weyden, deve il suo nome all'altare a portelle della parrocchiale di Schöppingen, databile al 1470 circa. Al centro dell'altare vi è la Crocifissione e quattro scene della Passione, integrate nello stesso paesaggio della tavola centrale; sull'interno delle portelle vi sono otto Scene della Passione, mentre sulle portelle esterne sono presenti l'Annunciazione (un'imitazione fedele dall'Altare di Santa Barbara del Maestro di Flémalle) e la Natività, forse eseguita in base a un originale oggi scomparso.
Dello stesso maestro è l'altare di Haldern, conservato al Westfälisches Landesmuseum di Münster e classificabile come opera giovanile, e l'Altare della Wiesenkirche di Soes, distrutto nel 1945 e databile verso il 1470.
Inoltre gli si attribuiscono un pannello, centro di un altare a portelle disperso, con San Nicola tra i Padri della Chiesa al Westfälisches Landesmuseum e un frammento di pittura murale nella cattedrale di Münster.